# Witbuikamazilia
De witbuikamazilia (Chlorestes candida synoniem: Amazilia candida) is een vogel uit de familie Trochilidae (kolibries).

## Verspreiding en leefgebied
Deze soort komt voor van oostelijk Mexico tot Nicaragua en telt drie ondersoorten:
- C. c. genini: de Pacifische hellingen van zuidoostelijk Mexico.
- C. c. candida: de Pacifische hellingen van zuidoostelijk Mexico tot Nicaragua.
- C. c. pacifica: Yucatán (zuidoostelijk Mexico) en zuidelijk Guatemala.

## Status
De grootte van de populatie is in 2022 geschat op 0,5-5 miljoen volwassen vogels. Op de Rode lijst van de IUCN heeft deze soort de status niet bedreigd.  